# Clémery
 Clémery  es una población y comuna francesa, en la región de Lorena, departamento de Meurthe y Mosela, en el distrito de Nancy y cantón de Nomeny.

## Demografía
| 262 | 262 | 216 | 256 | 315 | 404 |
| Para los censos de 1962 a 1999 la población legal corresponde a la población sin duplicidades (Fuente: INSEE [Consultar]) |     |     |     |     |     |